# Yakov Geronimus
Yakov Lazarevich Geronimus (em russo: Я́ков Лазаре́вич Геро́нимус; Rostóvia, 6 de fevereiro de 1898 – Carcóvia, 17 de julho de 1984) foi um matemático russo, conhecido por suas contribuições à mecânica teórica e estudo sobre polinômios ortogonais. Os polinômios de Geronimus são denominados em sua memória.
Obteve um doutorado em 1939 na Universidade Nacional da Carcóvia, orientado por Sergei Natanovich Bernstein.